# Йохан Йозеф фон Кевенхюлер-Меч
Йохан Йозеф фон Кевенхюлер-Меч (на немски: Johann Joseph von Khevenhüller-Metsch; * 3 юли 1706, Клагенфурт, Хабсбургска монархия; † 18 април 1776, Виена, Хабсбургска монархия) е от 1763 г. 1. княз на Кевенхюлер-Меч в Каринтия, австрийски политик с висша служба в императорския двор. От 1751 г. той и наследниците му се наричат „Кевенхюлер-Меч“.

## Живот
Той е син на имперски граф Зигмунд Фридрих фон Кевенхюлер (1666 – 1742), „ланд-хауптман“ на Каринтия (1698 – 1712), и втората му съпруга графиня Ернестина Урсула Леополдина фон Орсини и Розенберг (1683 – 1728), дъщеря на имперски граф Франц Андре фон Орсини-Розенберг, фрайхер на Лерхенау и Графенщайн (1653 – 1668), ландес-хауптман и наследствен дворцов майстер в Каринтия, и имперска графиня Амалия Теодора фон Льовенщайн-Вертхайм-Рошфор (1659 – 1701). Брат е на Йохан Франц Антон фон Кевенхюлер (* 22 ноември 1707, Клагенфурт; † 2 април 1762, Аугсбург), епископ на Винер Нойщат (1734 – 1740).
Той следва в Лайден и от 1725 г. започва държавна служба в Долна Австрия. Между 1734 и 1737 г. е пратеник в Мюнхен, Хага и Копенхаген. През 1737 г. той се връща обратно и помага на баща му, който тогава е щатхалтер.
През 1740 г., по времето на Мария Терезия, Йохан Йозеф е извънреден пратеник в Дрезден и Варшава. След това получава дворцови служби във виенския двор. От 1742 г. той е императорски главен дворцов маршал. През 1745 г. е пратеник на Бохемия за императорския избор на Франц I във Франкфурт. Същата година императорът го прави главен кемерер. От 1765 г. е вторият дворцов майстер, а от 1770 г. първият дворцов майстер. Едновременно той е държавен и конференц-министър.
Наследствената служба като майстер за Каринтия е от 1568 г. във фамилията. През 1751 г. Йохан Йозеф купува дворец Ладендорф в Долна Австрия. От 1744 г. той е рицар на Ордена на Златното руно. Той води дневник повече от 33 години.
Йохан Йозеф е издигнат на 30 декември 1763 г. на 1. княз на Кевенхюлер-Меч. Той е и граф на Айхелберг, Хоеностервитц и Анабюхл, фрайхер на Ландскрон и Вернберг, господар на Карлсберг, Ригерзург и Ладендорф.
Умира на 69 години на 18 април 1776 г. във Виена.

## Фамилия
Йохан Йозеф се жени на 22 ноември 1728 г. във Виена за графиня Каролина фон Меч (* 26 януари 1706, Виена; † 16 април 1784, Виена), дъщеря на граф Йохан Адолф фон Меч (1672 – 1740) и фрайин/графиня Мария Ернестина фон и цу Ауфзес (1691 – 1753). Те имат 13 деца:
- Мария Йозефина (* 6 декември 1729; † 29 юли 1798), омъжена I. за граф Карл Йозеф сц Херберщайн (* 1728; † 13 декември 1753), II. на 13 юни 1756 г. в Ладендорф за граф Габор Бетлен де Бетлен († 4 март 1768, Виена)
- Йохан Адолф Зигизмунд (* 15 декември 1730; † 21 септември 1736)
- Йохан Зигизмунд Фридрих (* 22 февруари 1732, Виена; † 15 юни 1801, Клагенфурт), 2. имперски княз, дипломат, представител на императора в Имперска Италия, женен I. на 26 февруари 1754 г. за принцеса Мария Амалия фон Лихтенщайн (* 11 август 1737, Виена; † 20 октомври 1787, Милано), II. на 4 ноември 1800 г. за графиня Мария Йозефина Щрасолдо (* 2 ноември 1768, Гьорц/Гориция; † 13 март 1837, Виена); от първия брак има 6 деца
- Йохан Йозеф Франц Квирин (* 30 март 1733; † 21 февруари 1792, Виена), женен в Брно (Брюн) на 25 май 1774 г. за графиня Мария Йозефа фон Шратенбах (* 5 юни 1750; † 1 октомври 1806); имат трима сина и една дъщеря
- Мария Каролина Ернестина (* 8 юни 1734; † 16 януари 1746)
- Мария Алойзия Йозефа (* 20 декември 1735; † 9 януари 1736)
- Йохан Франц Ксавер Антон, господар на Ваксенег (* 3 юли 1737; † 22 декември 1797, Виена), женен на 9 юни 1763 г. за графиня Мария Терезия фон Ротал (* 19 януари 1742, Виена; † 9 август 1777, Виена); имат син и 4 дъщери
- Йохан Леополд Йозеф (* 15 юни 1739; † 19 януари 1746
- Мария Терезия (* 4 януари 1741, Виена; † 27 ноември 1805), омъжена на 13 септември 1769 г. във Виена за граф Леополд Вилем Коловрат-Краковски (* 31 декември 1727, Прага; † 2 ноември 1809, Виена)
- Йохан Ернст (* 6 септември 1743; † 19 септември 1743)
- Леополдина († пр. 1781), омъжена 1760 г. за граф Франтишек Прциховски з Прциховиц (* 1736; † 3 февруари 1811/1814)
- Мария Анна (* 3 април 1746, Виена; † 20 юни 1777, Виена), омъжена на 23 юли 1770 г. в Ладендорф за граф Карл Ото Винценц фон Залм-Нойбург (* 1744; † 12 май 1784, Оломоуц)
- Йохан Емануел Йозеф (* 23 април 1751; † 9 април 1847), женен за баронеса Мария Джузепина Мецабарба (* 11 юли 1757; † 1811); имат три дъщери

## Произведения
- Aus der Zeit Maria Theresias. Tagebuch des Fürsten Johann Joseph Khevenhüller-Metsch. Kaiserlichen Oberhofmeisters. (Hrsg. R. Khevenhüller-Metsch, H. Schlitter) Bd. 1: 1742 – 1744. Leipzig/Wien, 1907 Digitalisat; Bd. 2: 1745 – 1749. Leipzig/Wien, 1908 Digitalisat; Bd. 3: 1752 – 1755. Leipzig/Wien, 1910; Bd. 4: 1756 – 1757. Leipzig/Wien, 1914; Bd. 5: 1758 – 1759. Leipzig/Wien, 1911 Digitalisat; Bd. 6: 1764 – 1767. Leipzig/Wien, 1917; Bd. 7: 1770 – 1773. Leipzig/Wien 1925; Bd. 8.: 1774 – 1780. (Hrsg. M. Breunlich-Pawlik, H. Wagner). Wien, 1972